# FC Barcelona C
FC Barcelona C – młodzieżowy zespół piłkarski katalońskiego klubu FC Barcelona. Drużyna powstała w 1967 r. jako Barcelona Amateur, a nazwę FC Barcelona C przyjęła w 1993 r. Domowe mecze zespół rozgrywał na Mini Estadi.
W sezonach 1984/85, 1985/86, 1987/88, 1988/89 oraz 1995/96 zespół występował w Segunda División B (trzeci poziom rozgrywek ligowych w Hiszpanii).
W związku ze spadkiem drużyny FC Barcelony B do Tercera División, przed sezonem 2007/08 drużyna C została rozwiązana.

## Byli zawodnicy
- Franck Songo'o
- Jordi Cruyff
- Giovanni dos Santos
- Lionel Messi
- Cesc Fàbregas
- Sergio García de la Fuente
- Francisco Martos
- Bojan Krkić
- Thiago Alcântara